# روبن بليز
روبن بليز (بالإنجليزية: Robin Blaze)‏ هو معلم موسيقى ومغني أوبرا بريطاني، ولد في 1971 في مانشستر في المملكة المتحدة.

## وصلات خارجية
- روبن بليز على موقع ميوزك برينز (الإنجليزية)
- روبن بليز على موقع أول ميوزيك (الإنجليزية)
- روبن بليز على موقع ديسكوغز (الإنجليزية)